# Scorpaenopsis lactomaculata
Scorpaenopsis lactomaculata is een straalvinnige vissensoort uit de familie van schorpioenvissen (Scorpaenidae). De wetenschappelijke naam van de soort is voor het eerst geldig gepubliceerd in 1945 door Herre.